# Gnathostrangalia bilineatithorax
Gnathostrangalia bilineatithorax là một loài bọ cánh cứng trong họ Cerambycidae.